# Vetenskapsåret 1984

## Händelser
- 8 februari - Skogsstyrelsen i Jönköping presenterar en för de 10 sydligaste länen i Sverige, som pekar på att 60 % av granskogen drabbats av stora skador.[1]
- 1 mars - Nordiska rådet protesterar mot Storbritanniens beslut att vänta med åtgärder mot svavel utsläpp och försurning.[1]
- 18 juli - Vatten på 300 meters djup, med en temperatur på + 23 °C, uppges ha hittats utanför Mora, vilket tyder på extraordinära energiresurser i området. I vanliga fall finns sådant vatten först 800 meter ner under marken.[1]
- 26 december - Gulf börjar sälja blyfri bensin på fem stationer i södra Sverige. Sveriges regering önskar att blyfri bensin finns i hela Sverige 1986.[1]

### Arkeologi
- 13 september - Det framkommer att arkeologer vid Umeå universitet under forskningar vid Lule älvs område hittat lämningar efter en 6 000 år gammal stenåldersby utanför Vuollerim. Byn har hittats 115 meter över havet, och 12 mil från Bottenviken, vilket visar vad landhöjningen medfört, eftersom byn legat blott fem kilometer från en havsvik.[1]
- 18 oktober - Ett 1,6 miljoner år gammalt fynd av människoförfadern Homo erectus meddelas ha hittats i Kenya.[1]
- 4 december - Amerikanska National Geographic Society meddelar att ett 3 400 år gammalt (bronsålder) skepp påträffats utanför Turkiet södra kust.[1]
- 15 december - Två 7 000 år (järnålder) gamla hjärnor, 45-årig kvinna och 27-årig man, rapporteras ha hittats vid utgrävningar i Florida.[1]

### Astronomiochrymdfart
- 8 januari - Den astronomiska satelliten IRAS uppges ha upptäckt 200 000 nya stjärnor, 200 000 nya galaxer och fem kometer samt, inom Solsystemet, ett cirkelband av fasta partiklar.[1]
- 3 februari - Amerikanska rymdfärjan Challenger skickas ut i rymden och på den tionde rymdmissionen.[1]

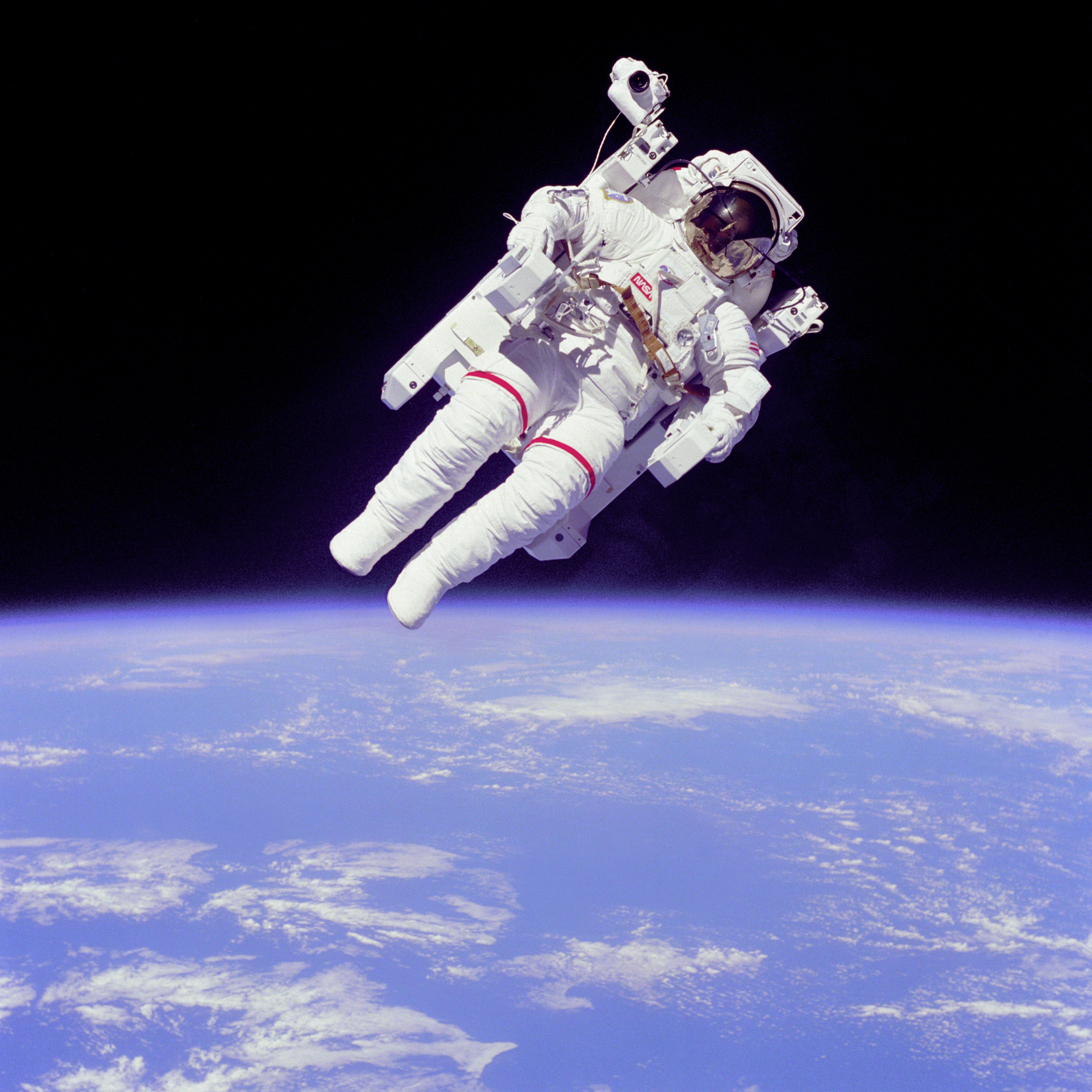
Bruce McCandless med Manned Maneuvering Unit.

- 11 februari - Amerikanska rymdfärjan Challenger återvänder till jorden efter färd där Bruce McCandless i en timme med en apparat på ryggen rört sig fritt utan livlina [2].
- 11 april - Sovjetiska rymdfarkosten Sojuz T-10 landar vid Bajkonur, efter åtta dagars färd. Inuti finns bland andra Rakesh Sharma, Indiens första rymdfarare.[1]
- 13 april - Amerikanska rymdfärjan Challenger återvänder till jorden efter sju dagars färd, där man bland annat lyckats reparera satelliten Solar Max som fick tekniska fel 1980, tio år efter uppskjutningen. Reparationen är den första i sitt slag.[1]
- 25 juli - Sovjetiskan Svetlana Savitskaja, som åkte iväg med Sojuz T-12 från Bajkonur den 16 juli, blir den första kvinnan som genomför en rymdpromenad.[1]
- 5 september - Amerikanska rymdfärjan Discovery landar på Edwardsflygplatsen i Mojaveöknen efter sju dagars färd. Inuti finns ingenjör Charles Walker, som blir den första "betalande passageraren" inom rymdfarten.[1]
- 6 september - Kosmonauterna i sovjetiska rymdfarkosten Saljut 7 noterar nytt rekord i rymdvistelse, 211 dagar, åtta timmar och fem minuter.[1]
- 2 september - Kosmonauterna i sovjetiska rymdfarkosten Sojuz 11 noterar vid återkomsten till jorden nytt rekord i rymdvistelse, 237 dagar.[1]
- 11 oktober - Kathryn D. Sullivan blir första amerikanska kvinna att genomföra en rymdpromenad.[1]
- 15 oktober - Amerikanska astronomer påstår sig ha upptäckt tillkomsten av ett nytt planetsystem vid stjärnan Beta Pictoris, 50 ljusår bort från solen.[1]
- 16 november - Amerikanska rymdfärjan Discovery återvänder till jorden efter åtta dagar, och rymdhistoria har skrivits då felande satelliter för första gången fångats in, och två nya satts i omloppsbana.[1]

### Medicin
- 21 juni - Den första hjärttransplantationen i Sverige genomförs på Sahlgrenska sjukhuset i Göteborg, där en svårt sjuk 49-årig man, som genomlidit tre infarkter, får ett nytt hjärta.[1]
- 17 juli - Amerikanska läkemedelsföretaget Dow Pharmaceutical uppges ha upprättat en fond om 120 miljoner dollar till de som drabbats av fosterskador av medicinen Bendectin.[1]
- 13 augusti - Vid ett internationellt forskarstymposium på Lidingö framläggs rön om att depressioner kan framkalla cancer.[1]
- 21 september - I  Sverige godkänner Socialstyrelsen användandet av akupunktur.[1]
- 25 oktober - En undersökning Cancerkommittén pekar på att cancerfallen ökat i Sverige när befolkningens ålderfördelning ändrats. Rökning pekas ut som största orsaken (minst 5 500 om året), men också matvanor, sexualvanor, graviditetsmönster, ämnen i arbetsmiljön, bostäder, utomhusmiljö, för fet mat (10 000 fall) samt alkoholkonsumtionen (cirka 1 000 per år).[1]
- 13 november - Den första levertransplantationen i Sverige utförs vid Huddinge sjukhus utanför Stockholm.[3], då en 14-årig flicka får en ny lever inopererad.[1]
- 19 november - 150 läkare från olika ämbetsområden vill att Sverige ransonerar spriten på försök i tre år.[1]
- 25 november - 52-årige William Schroeder får ett konstgjort hjärta permanent inopererat i kroppen vid Humana Hospital Audubon-sjukhuset i Louiseville, USA. Operationen är den andra i sitt slag i världen.[1]
- 26 november - Schweiziska läkemedelstillverkaren Ciba-Geigy rapporteras ha beslutat upphöra med att tillverka magmedicinen Oxikinolin, vilken drogs in i Sverige 1975, efter att ha sålts under namnet Entero-Vioform. Läkemedlet gav upphov till Smonskandalen i Japan, där minst tusentals personer dog, och 30 000 skadades svårt.[1]
- December - Socialstyrelsen i Sverige varnar för tre olika sulfa-preparat, sedan det kommit fram att Socialstyrelsens läkemedelsavdelning sedan 1972 fått rapporter om 23 dödsfall och 1 200 biverkningar.[1]
- 4 december - Det meddelas att Ccellförsök visar att läkemedlet acetylstein ger visst skydd mot lungcancer.[1]
- 15 december - Erland Aspelin föreslår att Sverige från 1 januari 1986 inför ett nytt dödsbegrepp, hjärndöd, då ha menar att begreppet kopplat till hjärt- och andningsverksamheten inte längre är hållbart.[1]
- 17 december - Sveriges riksdag antar en lag om mänsklig insemination, och därmed blir Sverige första land i Västeuropa att införa sådan lagstiftning. Lagen träder i kraft 1 mars 1985 och säger att givarinsemination enbart får göras på allmänt sjukhus. Dessutom skall män som gått med på att bli rättslig far genom att hans hustru inseminerats inte kunna dra sig undan faderskapet.[1]

### Paleontologi
- Mars - Marsnumret av amerikanska tidskriften Science presenterar nya teorier från amerikanska, danska och nederländska forskare, om att dinosaurierna utrotades av en asteroid eller kometträff mot jorden, som orsakade gradvis klimatförändring, 65 miljoner år tidigare.[1]

## Pristagare
- Copleymedaljen: Subramanyan Chandrasekhar
- Darwinmedaljen: Ernst Mayr
- Nobelpriset: [4]
  - Fysik: Carlo Rubbia, Simon van der Meer
  - Kemi: Bruce Merrifield
  - Fysiologi/Medicin: Niels K. Jerne, Georges J.F. Köhler, César Milstein
- Steelepriset: Joseph Doob, Elias Stein, Lennart Carleson
- Turingpriset: Niklaus Wirth
- Wollastonmedaljen: Kenneth J. Hsu [5]

## Avlidna
- 7 januari – Alfred Kastler, 81, fransk fysiker, nobelpristagare.[1]
- 8 april – Pjotr Kapitsa, 89, sovjetisk fysiker, nobelpristagare.
- 2 maj – Baltzar von Platen, 86, svensk uppfinnare och ingenjör.[1]
- 17 augusti – Hollie Roffey, 28 dagar, brittisk flicka, världens yngste hjärtbytespatient.[1]
- 20 oktober
  - Carl Cori, 87, amerikansk biokemist, nobelpristagare.
  - Paul Dirac, 82, brittisk fysiker, nobelpristagare.
  - Martin Ryle, 66, brittisk fysiker, nobelpristagare.

### Fotnoter
1. 1 2 3 4 5 6 7 8 9 10 11 12 13 14 15 16 17 18 19 20 21 22 23 24 25 26 27 28 29 30 31 32 33 34 35 36   Horisont 1984. Bertmarks
2. ↑  20:e århundrades När Var Hur - 1984, Bernt Himmelstedt, Forum, 1999
3. ↑  20:e århundrades När Var Hur - 1984, Bernt Himmelstedt, Forum, 1999
4. ↑  ”Nobelpriset”. http://nobelprize.org/nobel_prizes/lists/all/index.html. Läst 10 april 2011.
5. ↑  ”Geological Society”. Arkiverad från originalet den 5 juni 2011. https://web.archive.org/web/20110605102217/http://www.geolsoc.org.uk/gsl/society/history/page750.html. Läst 14 april 2011.